# فرد میلانو
فرد میلانو (انگلیسی: Fred Milano؛ ۲۶ اوت ۱۹۳۹ – ۱ ژانویهٔ ۲۰۱۲) یک خواننده اهل ایالات متحده آمریکا بود. 